# Laurence R. Horn
Laurence R. Horn (ou : Larry Horn) est un linguiste américain, professeur de linguistique à l'Université Yale. Il a obtenu son Doctorat en 1972 à l'UCLA. Il est spécialisé dans les domaines de la pragmatique, de la syntaxe et du genre en linguistique.

## Publications (sélection)
- (en) Laurence R. Horn, A Natural History of Negation, Center for the Study of Language and Information (CSLI), 2002  (ISBN 1-57586-336-7)
- (en) Laurence R. Horn, Gregory L. Ward, The Handbook of Pragmatics, Blackwell Publishers, 2003  (ISBN 978-0631225478)
- (en) Itsvan Kecskes, Laurence R. Horn, Explorations in Pragmatics: Linguistics, Cognitive and Intercultural Aspects, Mouton de Gruyter, 2007  (ISBN 978-3110193664)